# أبو القاسم الأنطاكي
أبو القاسم علي بن أحمد الإنطاكي الملقب (بالمجتبي)، رياضي ومهندس من أعلام مهندسي القرن الرابع للهجرة.
ولد في أنطاكية بسوريا وتوفي في بغداد سنة 376 هـ.
أما عن معنى لقبه «المجتبى» يقول قاموس المعاني تعني كلمة المجتبى: المصطفى، أو المختار، أما عن صفات «أبو القاسم» بشكل عام فهي الحكيم والرزين المسالم، والمحب للقراءة.

## مسيرته
نبغ بالهندسة وكان من أصحاب عضد الدولة البويهي والمقدمين عنه، وكان على نبوغه في الهندسةوالعدد مشاركاً في علوم الأوائل.
نبوغه الهندسي والعلمي لفت الانتباه إليه، وجعله قبلة للطلاب والمريدين ينهلون من علمه الغزير، فقد كان «المجتبى» ذا مكانةٍ وشأنٍ عظيمين عند علماء عصره، وقد أحبّه الأمراء والحكّام لسمو أخلاقه ورفعة علمه، واستطاع من خلال فهمه بالهندسة حلَّ أكبر القضايا الهندسية معتمداً على نبوغه بالعلوم الأخرى، وبعلم الرياضيات خاصة.
وعن علاقته بـ«عضد الدولة البويهي» يقول الباحث «بشير حمو» والمختص بالتراث: «حقق «عضد الدولة» إنجازات عظيمة نهضت بالدولة، وعلّت من شأنها، وبلغت الحضارة في عصره أوجها، وبالتالي كان يبحث عن النوابغ في كل شيء، ووجد ضالته على الصعيد العلمي عند «أبو القاسم الأنطاكي»، فقرّبه منه وأعطاه ما يريد، وأمّن له المناخ العلمي المناسب لما وجد عنده من نبوع ورفعة في علوم الهندسة والرياضيات.

## مؤلفاته
- التخت الكبير في الحساب الهندي
- تفسير الأرثماطيقي
- شرح إقليدس
- كتاب في المكعبات
- الموازين العددية، يبحث في الموازين التي تعمل لتحقيق صحة أعمال الحساب.
- استخراج التراجم
- الحساب على التخت بلا محو
- كتاب الحساب